# Will Shields
Will Herthie Shields (* 15. September 1971 in Fort Riley, Kansas) ist ein ehemaliger US-amerikanischer American-Football-Spieler. Er spielte von 1993 bis 2006 in der National Football League (NFL) für die Kansas City Chiefs auf der Position des Guards. Mit 224 absolvierten Spielen hält Shields bei den Chiefs den Rekord für die meisten gespielten Spiele. Er wurde in die College Football Hall of Fame und in die Pro Football Hall of Fame aufgenommen.

## Footballkarriere
Will Shields wurde im NFL Draft von 1993 in der dritten Runden an 74. Stelle von den Kansas City Chiefs ausgewählt, nachdem er von 1989 bis 1992 für die University of Nebraska-Lincoln College Football spielte. In seinem letzten Jahr bei den Nebraska Cornhuskers gewann er die Outland Trophy als bester College-Football-Spieler, der in der Defensive Line oder in der Offensive Line spielt.
Nachdem er in seinem ersten Spiel noch als Ersatzspieler für Dave Szott als Left Guard einspringen musste und als unbekannter Rookie den nicht mehr jüngsten Starting Quarterback und dreimaligen Super Bowl MVP Joe Montana beschützen und gewährleisten musste, dass dieser gesund blieb, war er ab dem zweiten Spiel gegen die Houston Oilers am 12. September 1993 Starter auf der Position des Right Guards. Seitdem spielte er ununterbrochen als Starter bis zu seinem Karriereende in der Offensive Line der Chiefs. Nach seinem letzten Spiel für die Chiefs am 6. Januar 2007 gegen die Indianapolis Colts, startete er somit in 223 aufeinander folgenden Regular-Season- und acht Play-off-Spielen. Nur vier Spieler (Brett Favre (297), Jim Marshall (270), Mick Tingelhoff (240) und Bruce Matthews (229)) haben mehr aufeinanderfolgende Spiele als Starter in der Regular Season absolviert als Shields. Auch wenn die diversen Offensive Lines rund um Shields immer zu den besten der Liga zählten, 2002 erzielten die Chiefs die meisten Punkte aller Teams, 2004 dann die meisten Yards, schafften es die Chiefs in dieser Zeit nicht an einem Super Bowl teilzunehmen. Sie konnten viermal den Divisionstitel gewinnen und mit der Teilnahme am AFC Championship Game gegen die Buffalo Bills in seiner Rookiesaison kam man dem Finale auch sehr nahe, allerdings wurde das Spiel mit 13:30 deutlich verloren.
In den 14 Jahren in Kansas City war es als Guard seine Aufgabe einerseits die Quarterbacks unter anderem vor Sacks zu beschützen und anderseits für Runningbacks die Wege frei zu blocken. So blockte Shields während seiner Zeit für eine Reihe von erfolgreichen Runningbacks, von Marcus Allen über Priest Holmes bis zu Larry Johnson. So wurde Allen für seine Leistungen 1993 mit dem NFL Comeback Player of the Year Award ausgezeichnet und Holmes konnte 2003 den NFL-Rekord von Marshall Faulk für Rushing-Touchdowns auf 27 erhöhen. Zudem erlief Holmes 2001 bis 2003 in jedem Jahr mehr als 1.000 Yards, was Johnson 2005 und 2006 durch gute Blockarbeit wiederholen konnte.
Das Shields hervorragende Leistungen erbrachte, zeigt auch die Tatsache, dass er ab 1995 bis zu seinem Karriereende 2006 jedes Jahr in den Pro Bowl, dem All-Star-Spiel der NFL, gewählt wurde.

## Abseits des Spielfeldes
Während seiner Rookiesaison gründete Shields und seine Frau Senia die Will To Succeed Foundation, die sich um die Schulbildung, die Förderung der Kreativität von jungen Schülern und die Unterstützung von Kindern in Not und missbrauchten Frauen kümmert. Durch diese Arbeit wurden bis 2015 mehr als 100.000 Menschen geholfen. 2003 wurde er für sein soziales Engagement u. a. durch seine Foundation mit dem Walter Payton Man of the Year Award ausgezeichnet.

## Privates
Shields ist mit seiner Frau Senia verheiratet und gemeinsam haben sie drei Kinder. Sein Sohn, Shavon, spielte in der Basketball-Bundesliga Saison 2016/17 für die Fraport Skyliners. Aktuell spielt er für die AX Armani Exchange Milano in der Lega Basket Serie A.

## Auszeichnungen
Nach seiner Footballkarriere erhielt Shields durch seine Leistungen eine Vielzahl an Auszeichnungen. So wurde er 2011 in die College Football Hall of Fame gewählt, 2012 als 42. Mitglied in die Hall of Fame der Chiefs und 2015 schließlich in die Pro Football Hall of Fame aufgenommen.